# Espai plural
Espai plural és una plataforma estatal formada el juny de 2010 per diferents partits nacionalistes, d'esquerres i ecologistes. La principal impulsora del projecte es ICV, en especial el senador Jordi Guillot. Molts del partits que formen part d'EP són escissions de diferents federacions d'Izquierda Unida o partits que han fet coalicions amb anterioritat amb Izquierda Unida. El partits que formen part d'Espai plural són:
- Iniciativa per Catalunya Verds (ICV).
- Chunta Aragonesista (CHA).[3]
- Nueva Canarias (NC).
- IniciativaVerds (IV).
- Iniciativa del Poble Valencià (IdPV).
- Paralelo 36 (P36).

Iniciativa d'Esquerres es va escindir d'Esquerra Unida de les Illes Balears l'any 2010, arran del truncat procés de refundació d'aquest partit, poc abans de l'anunci de la creació d'Espai plural, i el novembre d'aquell mateix any es va unir a Els Verds de Mallorca, formant un nou partit anomenat IniciativaVerds. Iniciativa del Poble Valencià és una escissió d'Esquerra Unida del País Valencià, després de tensions entre el corrent intern Esquerra i País (EiP) i la resta de la formació l'any 2007. Paralelo 36 és un partit andalusita, feminista i ecologista. Hi militen ex-membres d'IU com Concha Caballero, que va ser portaveu d'IU al parlament andalús. Feia temps que ICV estava intentant crear un nou projecte estatal al marge d'IU, un projecte de caràcter més nacionalista i ecologista.

## Objectius pel futur
Espai Plural és un embrió de partit d'àmbit estatal que uneix a partits ecologistes, progressistes i nacionalistes de les diferents nacions de l'Estat Espanyol. El seu àmbit polític està entre el PSOE i Izquierda Unida. Cada partit es presenta per separat a cada Comunitat Autònoma, però es busca crear un acord per les eleccions generals.
S'espera que altres partits se sumin a Espai Plural. El 25 de setembre es reuniren diferents partits a Saragossa. A la reunió hi participaren, a part dels que ja formen espai plural, BNG, Aralar, Bloc Nacionalista Valencià, Confederación Verde, Partit Socialista de Mallorca, etc.
Espai Plural ha manifestat la seva intenció de concórrer a les eleccions generals de 2012 amb EQUO, el projecte ecologista liderat per Juan López de Uralde que compta amb el suport del Partit Verd Europeu (PVE).